# Valia (atriz)
Valia Venitshaya, também Mlle Valia ou simplesmente Valia (Londres, 19 de dezembro de 1899 - 26 de junho de 1993), foi uma atriz britânica da era do cinema mudo.

## Filmografia selecionada
- Man and His Kingdom (1922)
- The Audacious Mr. Squire (1923)
- Shifting Sands (1923)
- The Woman Who Obeyed (1923)
- The Starlit Garden (1923)
- The Passionate Friends (1923)
- A Gamble with Hearts (1923)
- Sally Bishop (1924)